# سولومون هارت غرين
سولومون هارت غرين هو حاخام وسياسي كندي، ولد في 23 أكتوبر 1885، وتوفي في 13 أبريل 1969.